# Vals kortsteeltje
Vals kortsteeltje (Pseudephemerum nitidum) is een soort uit het geslacht Pseudephemerum.

## Determinatie
Vals kortsteeltje is een rozetvormende plant die ijle zoden vormt. De bladeren zijn lijnlancetvormig en schuin afstaand. De nerf is breed en eindigt net voor de bladtop. De plant vormt zittende, goed zichtbare, bolronde sporenkapsels met een punt aan de top. Soms worden er twee sporenkapsels per stengel gevormd. Het huikje is kapvormig.

### Gelijkende taxa
Vals kortsteetje kan lijken op kortsteeltjes (Pleuridium spp.), maar die hebben mutsvormige huikjes.

## Ecologie
Vals kortsteeltje komt voor in open standplaatsen op zowel leem, zand, veen en klei. Meestal wordt zij aangetroffen op oevers, sloot- en greppelkanten, steilkanten en in open plekjes in drassige graslanden (dikwijls in trapgaten van grote grazers).

## Fotogalerij

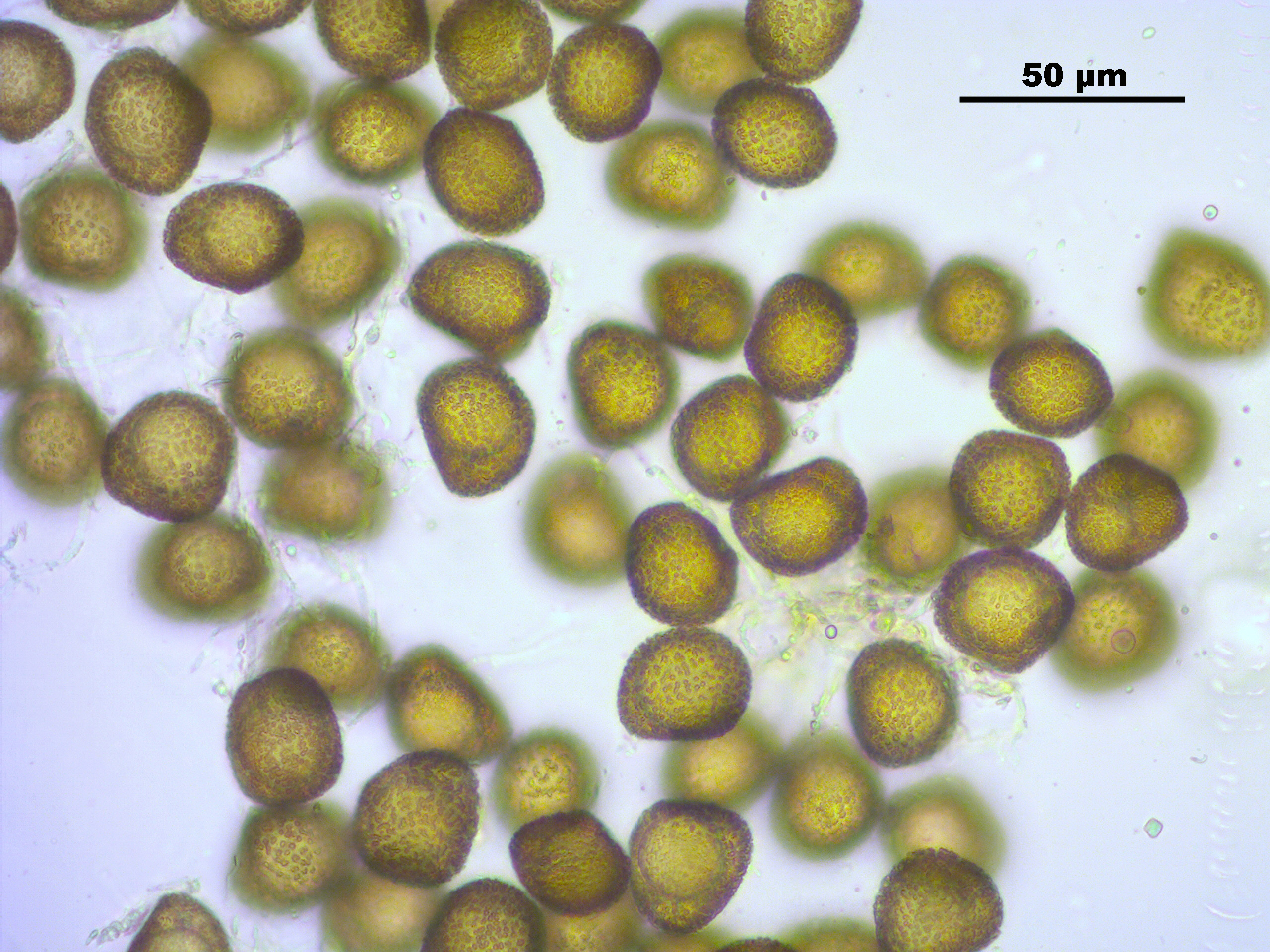
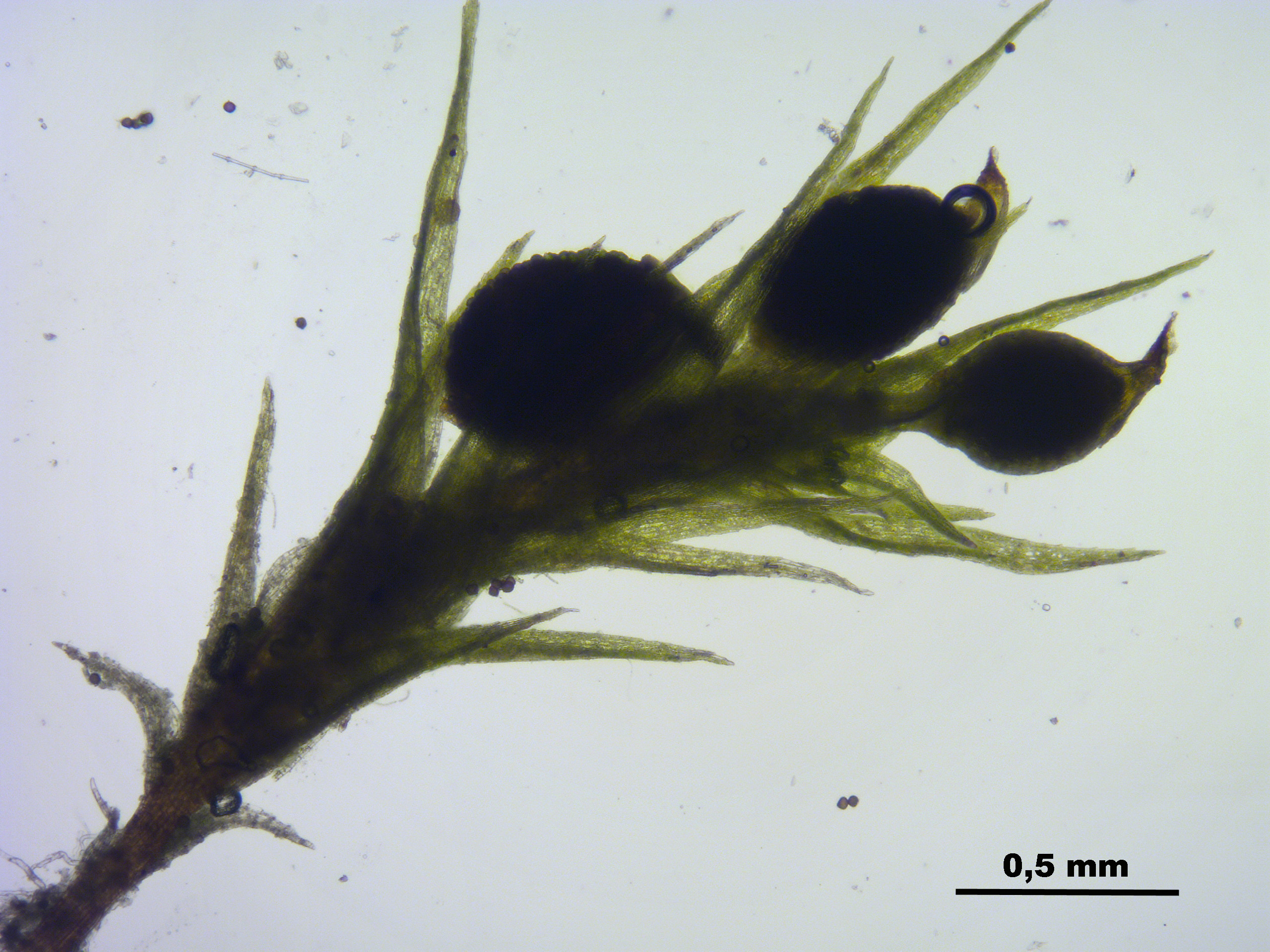
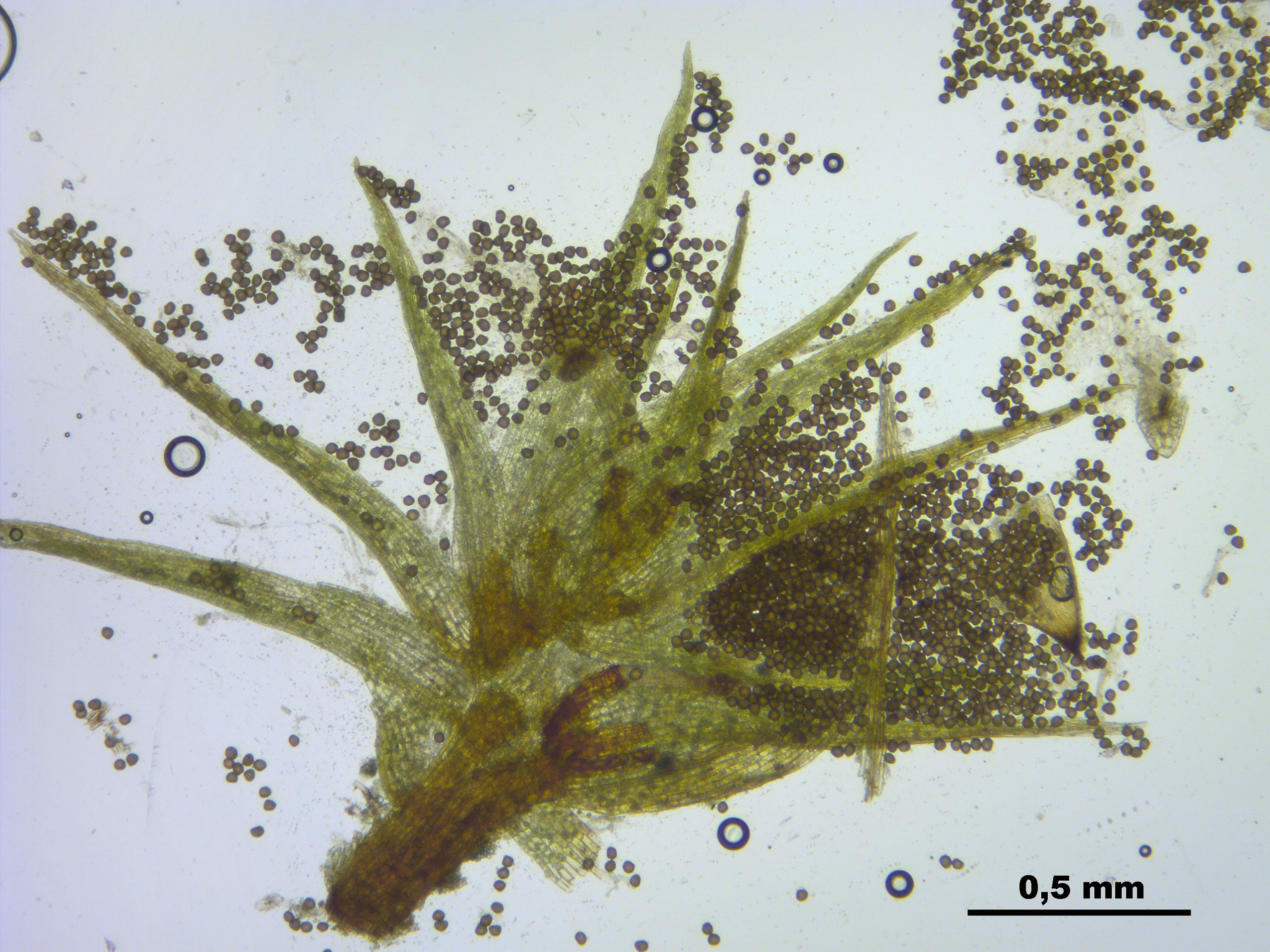